# 刈谷市立依佐美中学校
刈谷市立依佐美中学校（かりやしりつ よさみちゅうがっこう）は、愛知県刈谷市小垣江町にある公立中学校。刈谷市立双葉小学校、刈谷市立小垣江小学校、刈谷市立小垣江東小学校の児童が進学する。

## 年表
- 1947年（昭和22年）4月1日 - 依佐美村立依佐美中学校として開校。
- 1955年（昭和30年）4月1日 - 刈谷市立依佐美中学校に改称。
- 1988年（昭和63年）4月1日 - 刈谷市立朝日中学校が分離独立。

## 歴史
1947年（昭和22年）4月1日、碧海郡依佐美村の中学校として開校した。1955年（昭和30年）4月1日には依佐美村が分割されて刈谷市と安城市に編入合併し、本校は刈谷市立依佐美中学校に改称した。1977年（昭和52年）には1,001人の生徒を抱えており、1987年（昭和62年）には本校1348人・分校636人に達していたが、1988年（昭和63年）4月1日には本校から刈谷市立朝日中学校が分離独立し、約700人の適正規模校となった。

## 出身者
- 成瀬活雄 - 脚本家・映画監督。[2]
- 南井克巳 - 競馬騎手、調教師。[2]
- 熊沢重文 - 競馬騎手。[2]
- 今藤幸治 - サッカー選手。元日本代表。[2]
- 清水由紀 - グラドル。美少女クラブ31のメンバー。[2]
- 山戸結希 - 映画監督。[2]